# Place de Clichy (stanice metra v Paříži)
Place de Clichy je přestupní stanice pařížského metra mezi linkami 2 a 13 na hranicích 8., 9., 17. a 18. obvodu v Paříži. Leží pod náměstím Place de Clichy, kde se kříží Avenue de Clichy a Rue d'Amsterdam, pod kterými vede linka 13 a Boulevard de Clichy a Boulevard des Batignolles, pod kterými se nachází linka 2.

## Historie
Stanice byla otevřena 26. října 1902, tři týdny po prodloužení linky 2 mezi stanicemi Étoile a Anvers. Během této doby projížděly vlaky stanicí bez zastavení.
26. února 1911 bylo otevřeno nástupiště pro tehdejší novou linku B, kterou provozovala Compagnie Nord-Sud, jejíž první úsek vedl ze stanice Saint-Lazare do stanice Porte de Saint-Ouen. Po sloučení se společností Compagnie du Métropolitain de Paris obdržela linka v roce 1930 číslo 13.

## Budoucnost
Existovaly plány na prodloužení linky 14 ze stanice Saint-Lazare na sever do Place de Clichy, ale tento projekt byl odložen a prosazeno pokračování tratě směrem na západ.

## Název
Stanice byla pojmenována podle náměstí, pod kterým se nachází. V prostoru náměstí kdysi stála brána, kudy vedla přes pařížské hradby silnice do města Clichy.

## Zajímavosti v okolí
- Hřbitov Montmartre